# Predation

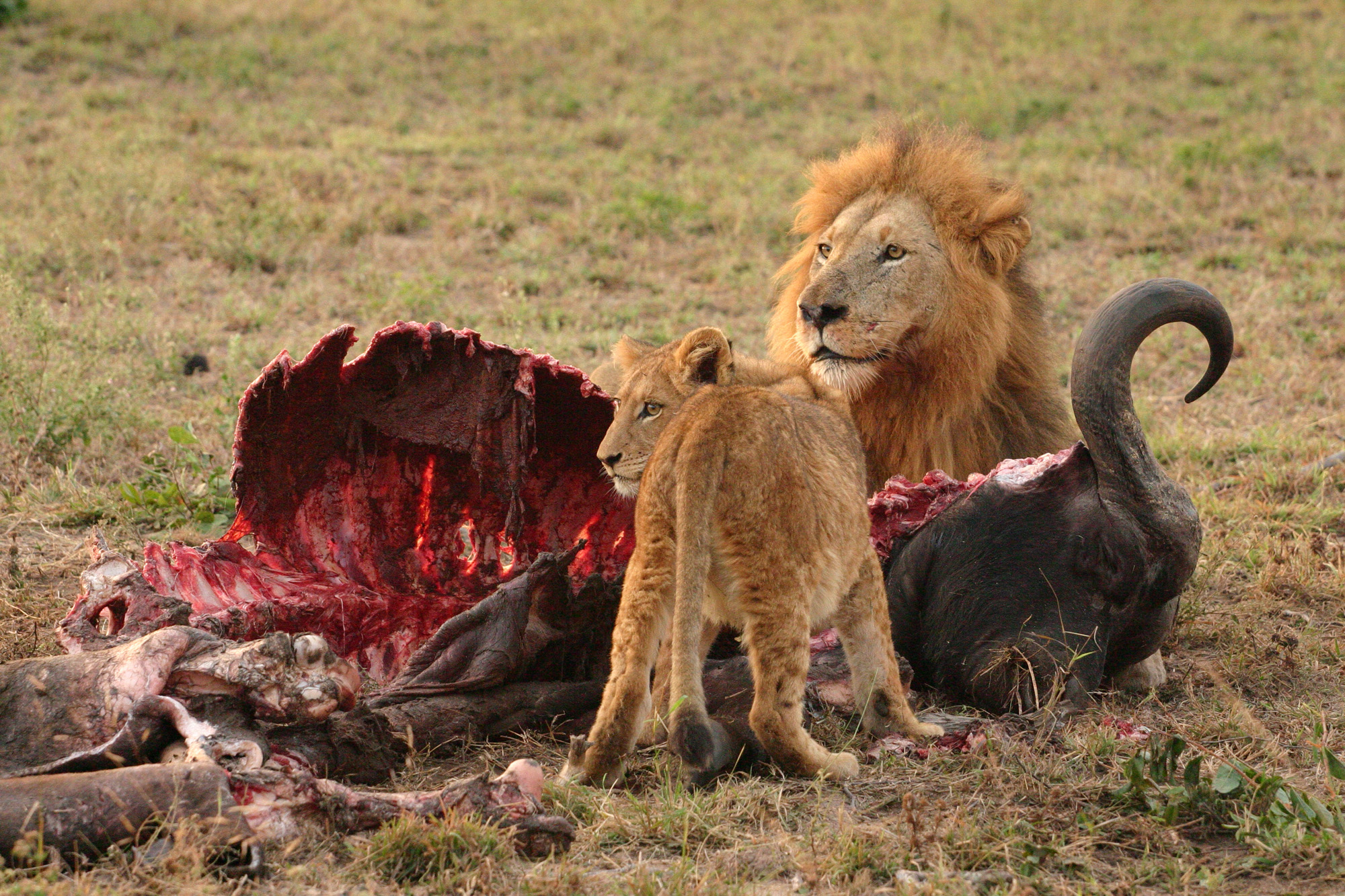
Två lejon (predatorer) med sitt byte - en nyligen fångad buffel.

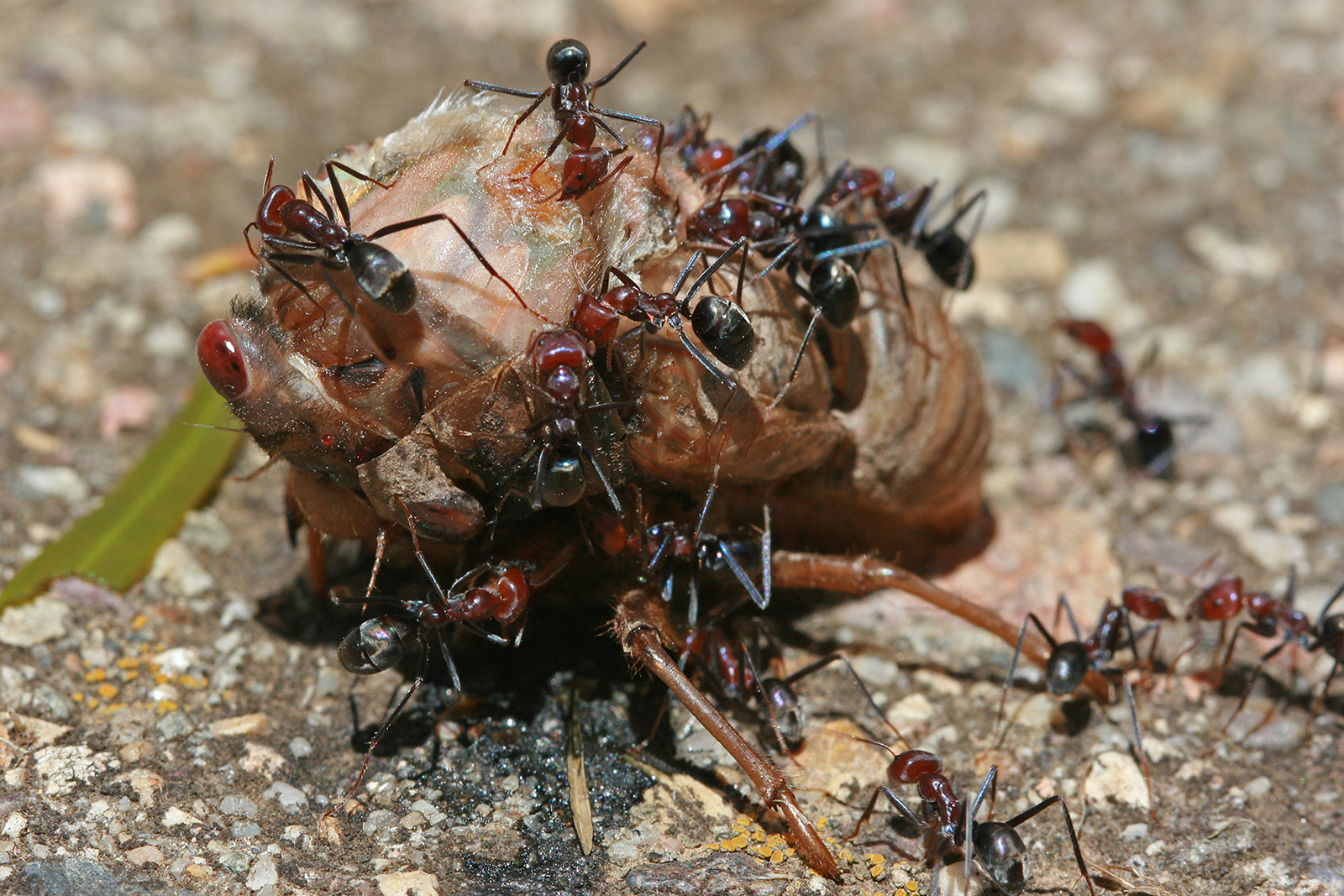
Myror av arten Iridomyrmex purpureus som äter av en cikada.

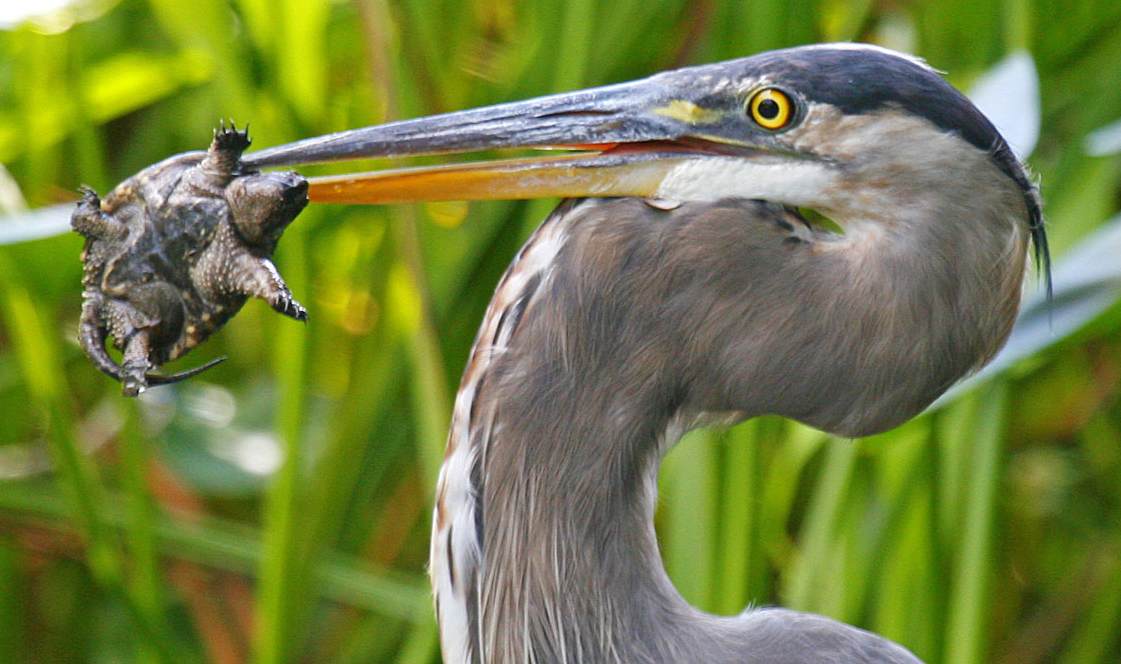
Amerikansk gråhäger med bytet; en ung snappsköldpadda.

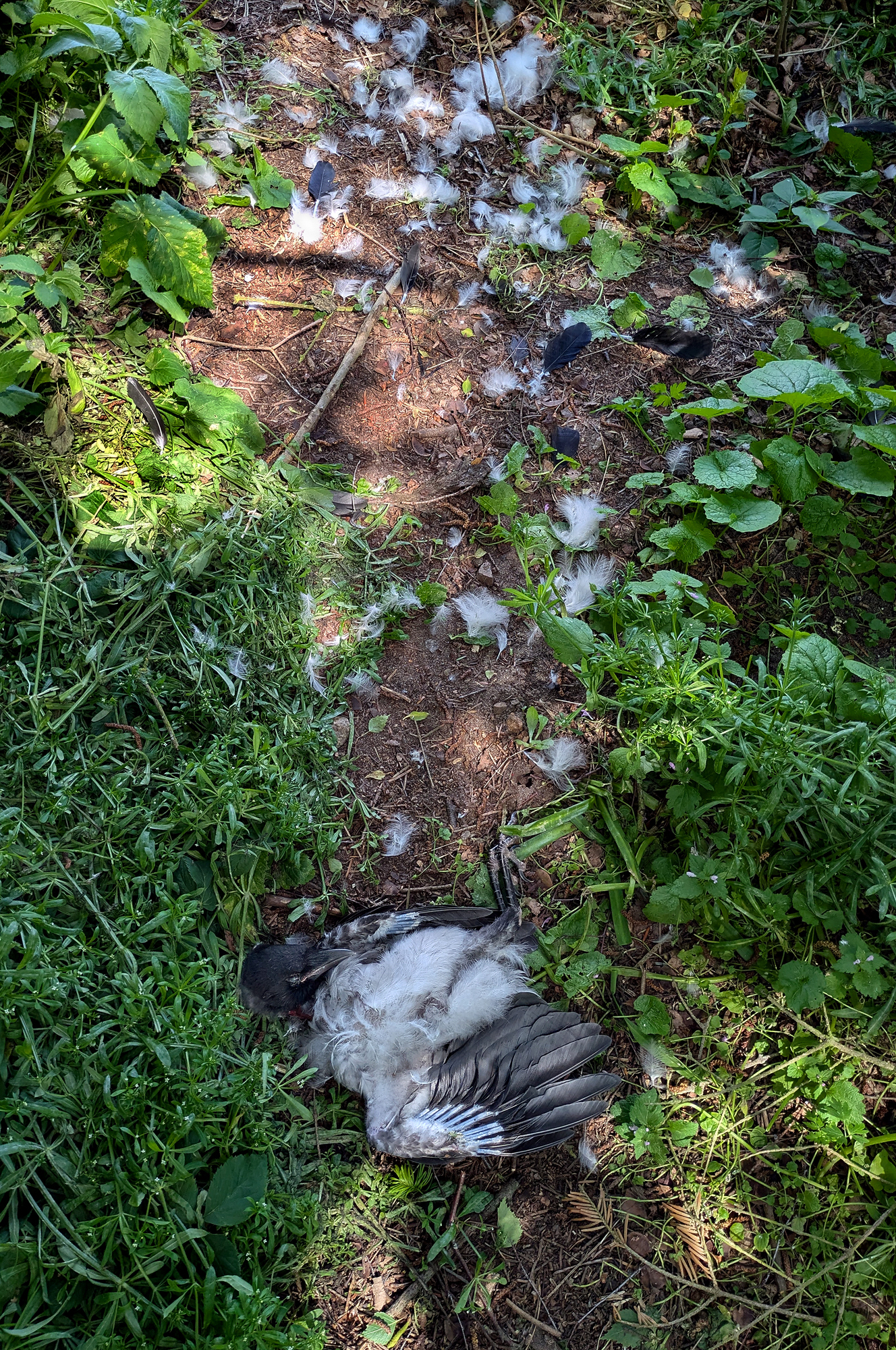
En typisk syn när en predator slagit till, på bilden en ungfågel av Gråkråka slagen av Duvhök.

Predation är ett begrepp inom ekologi som beskriver en form av biologisk interaktion då en organism dödar och äter en bytesorganism. Mest känt är rovdjur som jagar bytesdjur, men även köttätande växter utför predation.
Predatorer kan börja äta av sitt byte innan det dött, men predation resulterar inte alltid i att bytet dör, så kallad mikropredation. Ett typiskt exempel på detta är blodsugande insekter.

## Djur
En predator kan antingen vara köttätare (karnivor) eller allätare (omnivor). Predatorer förekommer i alla biotoper över hela jorden, och jagar på land såväl som i vatten och i luften. Bytesdjuren är oftast växtätare (herbivorer), men inte alltid. 
Predation är inte något specifikt för rovdjur eller rovfåglar utan är ett mycket vidare begrepp. Exempelvis är det bara fåglar inom ordningen Accipitriformes som kallas rovfåglar men väldigt många grupper av fåglar ägnar sig åt predation, som lommar, doppingar, ugglor, måsfåglar, hackspettar, hägrar, kungsfiskare och kråkfåglar. En vanlig form av predation är bopredation vilket innebär att predatorn tar ägg eller ungar direkt ur boet. 
Andra kategorier av födointag inkluderar herbivori (ätandet av växter) och saprofagi (konsumtionen av dött, organiskt material).

## Bakterier
Rovbakterier delas in i två kategorier obligatoriska och fakultativa, vilket hos djur motsvarar karnivorer och omnivorer.  Bakteriekulturer som kan upprätthållas utan bakteriens naturliga byte kallas fakultativa predatorer. Myxococcales och bdellovibrio är fakultativa respektive obligatoriska rovbakterier. Myxococcales lever främst i jord och använder antibiotika för att döda sina byten, medan bdellovibrio också ingår i däggdjurs naturliga tarmflora. Bdellovibrio jagar inte aktivt  utan kollisioner med byten sker slumpmässigt genom brownsk rörelse. Cellerna förblir reversibelt fästa vid varandra under en kort 
igenkänningsperiod innan de blir irreversibelt fästa och bytet invaderas.
Bradymonabacteria är en grupp proteobakterier som lever i saltvatten. 
Genomisk analys av 13 sekvenserade bradymonabakterier visar att dessa har defekter i ämnesomsättningen som gör att de inte är autotrofa, utan är beroende av tillförsel av näringsämnen från andra bakterier.  

Predatorer skiljs från asätare och parasiter, även om samma djur kan tillhöra flera kategorier.